# Gonorygma kochalkai
Gonorygma kochalkai är en mångfotingart som beskrevs av Hoffman 1995. Gonorygma kochalkai ingår i släktet Gonorygma och familjen Chelodesmidae. Inga underarter finns listade i Catalogue of Life.